# (4113) Rascana
(4113) Rascana (1982 BQ) – planetoida z pasa głównego asteroid okrążająca Słońce w ciągu 3,4 lat w średniej odległości 2,26 j.a. Odkryta 18 stycznia 1982 roku.